# Emil Richli
Emil Richli (24 de outubro de 1904 — 13 de maio de 1934) foi um ciclista suíço. Competiu nos Jogos Olímpicos de Verão de 1924 em Paris, onde foi membro da equipe suíça de ciclismo que terminou em quinto lugar na perseguição por equipes de 4 km em pista.